# Eduardo Iturralde González
Eduardo Iturralde González (Arrankudiaga, 20 febbraio 1967) è un ex arbitro di calcio spagnolo.

## Carriera

### Carriera nazionale
Arbitra la sua prima partita nella massima divisione spagnola nel settembre 1995. Da allora ad oggi ha diretto, in 17 campionati di permanenza, 292 partite. Detiene pertanto il record di arbitro col maggior numero di partite dirette nella Primera División.
Ha diretto in diverse occasioni anche El Clásico di Spagna, tra Barcellona e Real Madrid, l'ultima delle quali è il 5-0 del 29 novembre 2010 a favore dei Blaugrana.
Nell'agosto del 2008 ha diretto la gara di ritorno della Supercoppa di Spagna, disputatasi nell'occasione tra Real Madrid e Valencia.
Avrebbe dovuto ritirarsi per limite d'età al termine della stagione sportiva 2011-12, ma dopo aver subito un infortunio il 10 marzo 2012, in occasione del match Real Betis-Real Madrid (venenedo per questo sostituito dal quarto uomo), decide di anticipare la sua decisione di qualche mese, chiudendo così la sua carriera sul campo.

### Carriera internazionale
Riceve i gradi di arbitro FIFA il 1º gennaio 1998. Nei primi anni da internazionale, ottiene designazioni per turni preliminari delle varie competizioni europee.
Nel 2002 dirige agli Europei Under 21 una partita della fase a gironi e una semifinale.
Nel 2003 partecipa ai Mondiali Under 20, negli Emirati Arabi Uniti e dirige quattro partite, tra cui un quarto di finale.
Nel 2004 è invitato dall'OFC a dirigere nella Coppa delle nazioni oceaniane.
Nel 2009 ha diretto per la prima volta un ottavo di finale di Coppa UEFA, tra Udinese e Zenit San Pietroburgo. A livello di club si tratta al momento della sua partita più importante.
In tutti questi anni da internazionale ha inoltre diretto numerose partite tra nazionali, valide per le qualificazioni a diverse edizioni dei mondiali e degli europei.
Nel 2002 è stato eletto miglior arbitro di Spagna, vincendo il Trofeo Guruceta assieme a Manuel Enrique Mejuto González.